# Hippocrène
Hippocrène est une source située sur le mont Hélicon, en Grèce, aux environs de Thespies. Elle est connue pour sa présence importante dans la mythologie grecque comme source des Muses et pour l'histoire de sa création liée au mythe du cheval ailé Pégase. Les poètes viennent à cette source pour y chercher l'inspiration.

## Mythe

### Création de la source
Le nom même de la source, formé à partir du grec hippos, « cheval » et krêné, « source », fait allusion à Pégase. En effet, le cheval ailé et la source sont étroitement reliés, car c'est lui qui, d'un coup de sabot, la fit jaillir, et c'est de là qu'elle tire sa célébrité qui va jusqu'aux Dieux ; ainsi Athéna dit, s'adressant aux Muses :

« La rumeur d'une source nouvelle est parvenue à mes oreilles. […] C'est la raison de mon voyage ; j'ai voulu voir ce fait merveilleux. »

— Ovide, Les Métamorphoses

### Récits et variantes
Pourquoi ce geste de Pégase ? Les auteurs diffèrent sur l'explication. Chez les uns, le cheval venait protester contre la manière dont Bellérophon l'avait attelé, et son sabot creusa la source. Pour d'autres, le chant des Muses envoûtait tous les éléments naturels au point de faire enfler l'Hélicon jusqu'au ciel et c'est pour le percer que Poséidon demanda à Pégase de frapper les rochers de son sabot. Enfin, certains évoquent la nécessité de faire jaillir une fontaine sur une montagne qui n'en possédait pas.
L'épisode est raconté ou évoqué souvent dans la littérature antique, avec des exemples aussi bien grecs que latins. Ainsi, les géographes ne manquent d'y faire allusion, aussi bien Strabon que Pausanias. Ce dernier détermine par ailleurs une autre source avec la même histoire, dans les environs de Trézène.

## La fontaine comme symbole
Hippocrène, par son lien avec les Muses, est devenue un lieu emblématique de la création artistique et la légende raconte que boire son eau donne l'inspiration poétique. Ce mythe n'est rapporté qu'à partir de l'époque latine. En voici un exemple :

« Il me semblait que, mollement couché sous les bosquets d'Hélicon, auprès de la source limpide que Pégase fit jaillir de son pied, je me croyais assez d'haleine pour chanter les rois d'Albe et leurs nombreux exploits. Dans mon audace, j'approchais mes lèvres de cette onde sacrée où s'abreuva jadis Ennius, le père de la poésie latine. »

— Properce, Élégies

## Représentation dans les arts

### Poésie
Hippocrène est présente dans la poésie moderne, où sa portée dépasse le simple rôle de « source d'inspiration » : sa naissance, l'eau jaillie de Pégase, est mise en lien avec la naissance de Pégase lui-même, jailli du sang de Méduse. Elle représente alors l'ambivalence de la pulsion créatrice, partagée entre l'eau pure et le sang monstrueux. On la retrouve aussi bien dans la littérature anglaise avec ce vers de John Keats :

« la vraie, rougissante Hippocrène »

que dans la poésie américaine chez Henry Wadsworth Longfellow ou dans la poésie russe chez Alexandre Pouchkine avec ce vers :

« Son Hippocrène qui pétille,
Se précipite, éclate et brille. »

Dans la poésie française, on a pu voir des références à Hippocrène chez Ronsard, qui voit dans l'amour la même ambivalence, celle même de la rose, symbole de pureté et d'amour mais couleur de sang et couverte d'épines. Cyrano de Bergerac y fait également référence dans la Description de l'aqueduc d'Arcueil.

### Peinture
Hippocrène a souvent été peinte comme cadre champêtre au séjour des Muses, parfois accompagnée de Pégase.

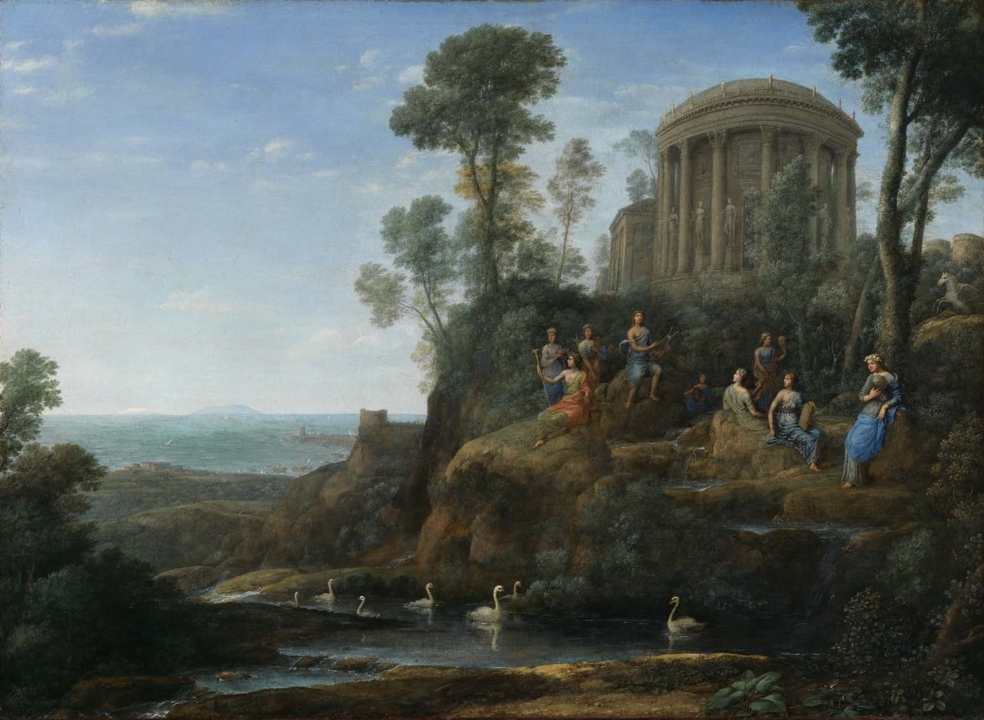
Apollon et les Muses sur l'Hélicon, Claude Le Lorrain, 1680.
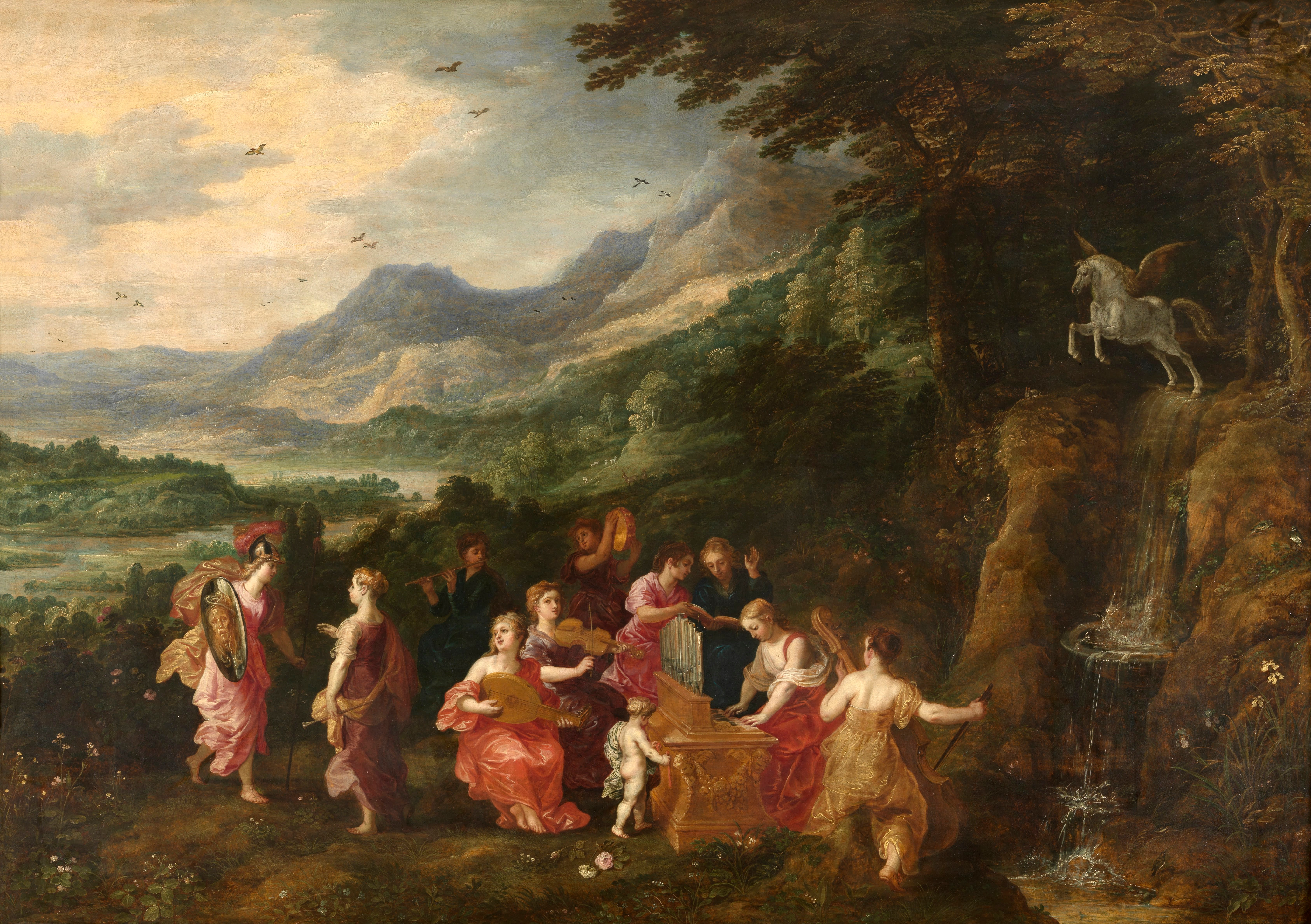
Visite de Minerve aux Muses, Joos de Momper le Jeune (Pégase et Hippocrène à droite).
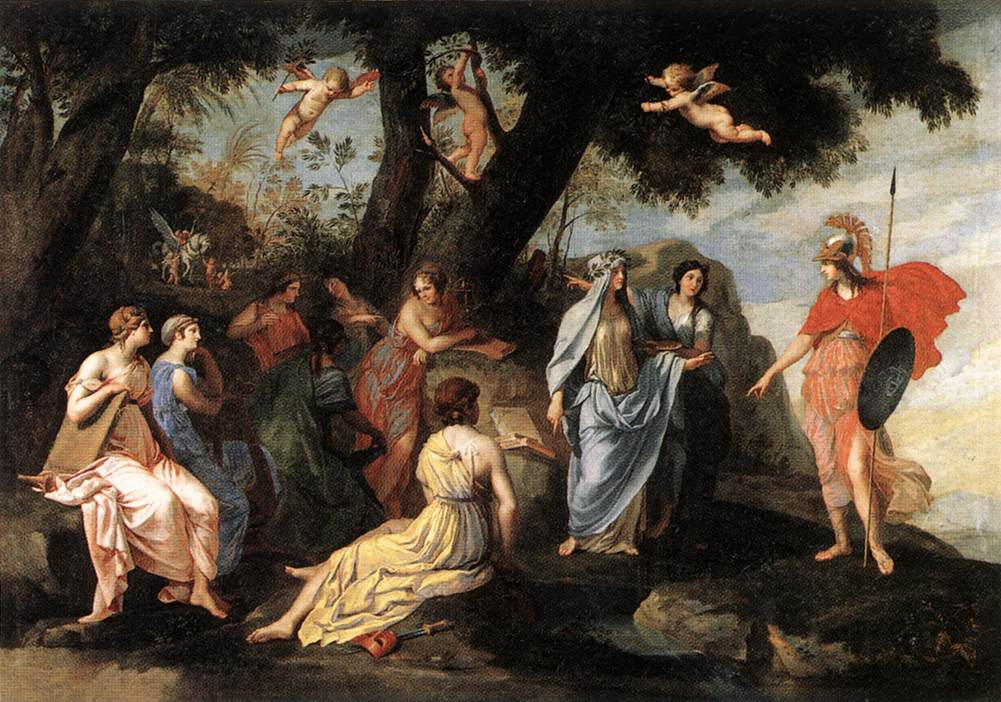
Minerve et les Muses, Jacques Stella, 1640-45 (Pégase au fond à gauche).

### Musique
Dans sa sonate en trio L'Apothéose de Corelli (1724), François Couperin imagine le compositeur italien (Arcangelo Corelli est mort en 1713) accueilli par les Muses et buvant à la source Hippocrène qu'il place ... sur le Mont Parnasse, autre lieu habituellement fréquenté par les Muses et Apollon. À noter qu'il n'est ni le premier ni le seul à confondre Parnasse et Hélicon : le sculpteur François Girardon avait réalisé au Louvre pour la galerie d'Apollon en 1665 L'Hippocrène, fleuve du Parnasse.

## Autre usage du nom
- La Fondation Hippocrène est une fondation reconnue d'utilité publique créée par le couple de mécènes Jean et Mona Guyot. Elle soutient des projets de jeunes européens.